# Brotulotaenia crassa
Brotulotaenia crassa é uma espécie de peixe da família Ophidiidae. A sua área de distribuição corresponde ao Oceano Atlântico oriental, nomeadamente em Marrocos, sendo raro ao largo da Europa Ocidental e África do Sul. Também ocorre nas Índias Ocidentais e Oceano Índico.
É uma espécie de peixe marinho, batipelágico, de águas profundas, que pode atingir 86 cm de comprimento.
Por possuir uma coloração mais clara que os outros membros do género Brotulotaenia, é possível que habitem em águas menos profundas.
Ocorre na Zona Económica Exclusiva de Portugal e dos Açores.

## Sinónimos
A espécie possui dois sinónimos, Brotulaenia crassa Parr, 1934 e Brotulataenia crassa Parr, 1934, resultantes de erros de soletração.